# Космос 27
Космос 27 (също Венера 3МV-1 № 3) е съветски опит за изстрелване на сонда към Венера, която да кацне на повърхността и на 28 март 1963 г. Поради проблем с последната степен на ракетата-носител сондата остава на ниска околоземна орбита като изкуствен спътник.

## Полет
Стартът е успешно осъществен на 27 март 1964 г. от космодрума Байконур в Казахска ССР с ракета-носител „Молния-М“. Първите три степени работят нормално и апарата е изведен до разчетната орбита.
Четвъртата степен (блок „Л“) е трябвало да се задейства след около една обиколка около Земята и да насочи сондата към Венера. Поради авария на блок „Л“ апаратът остава в орбита с перигей 167 км и апогей 198 км. На следващия ден корабът изгаря в плътните слоеве на земната атмосфера.